# Nesreća nevinih
Nesreća nevinih (izdano 1958.) je kriminalistički roman Agathe Christie. Po njezinom mišljenu to joj je uz Zlu kuću, najbolji roman koji je napisala.

## Radnja
Dogodilo se surovo ubojstvo. Sve ukazuje na to da je sin ubio majku! Poslije dugogodišnje zatvorske kazne, za koju mnogi misle da da je surova i nepravedna jer je nevin optužen, osuđenik umire. Jedini svjedok njegove obrane obolio je od amnezije...